# Anania flava
Anania flava là một loài bướm đêm trong họ Crambidae.